# Jarosław Tkocz
Jarosław Tkocz (ur. 25 lutego 1973 w Rybniku) – polski piłkarz występujący na pozycji bramkarza, trener.

## Kariera piłkarska
Występował w śląskich klubach piłkarskich: ROW Rybnik, Naprzodzie Rydułtowy i GKS Katowice. Po spadku Katowic do czwartej ligi, został sprzedany do rosyjskiego Szynnika Jarosław a następnie przeniósł się do Urału Jekaterynburg. Grał tam jednak stosunkowo niewiele. Wieloletnie zmagania z kontuzją kolana zmusiły go do zakończenia kariery bramkarskiej.

## Kariera trenerska
Po powrocie z Rosji zatrudnił się w Katowicach jako trener bramkarzy. W latach 2013–2018 pracował w reprezentacji Polski kierowanej przez Adama Nawałkę. Następnie pracował w Lechu Poznań i Jagiellonii Białystok. W latach 2021–2022 był trenerem bramkarzy Rakowa Częstochowa.
Od 2025 trener bramkarzy Motoru Lublin

## Źródło
- Jarosław Tkocz w bazie 90minut.pl
- Jaroslaw Tkocz, [w:] baza Transfermarkt (trenerzy) [dostęp 2025-01-06].